# Aardappelpootmachine

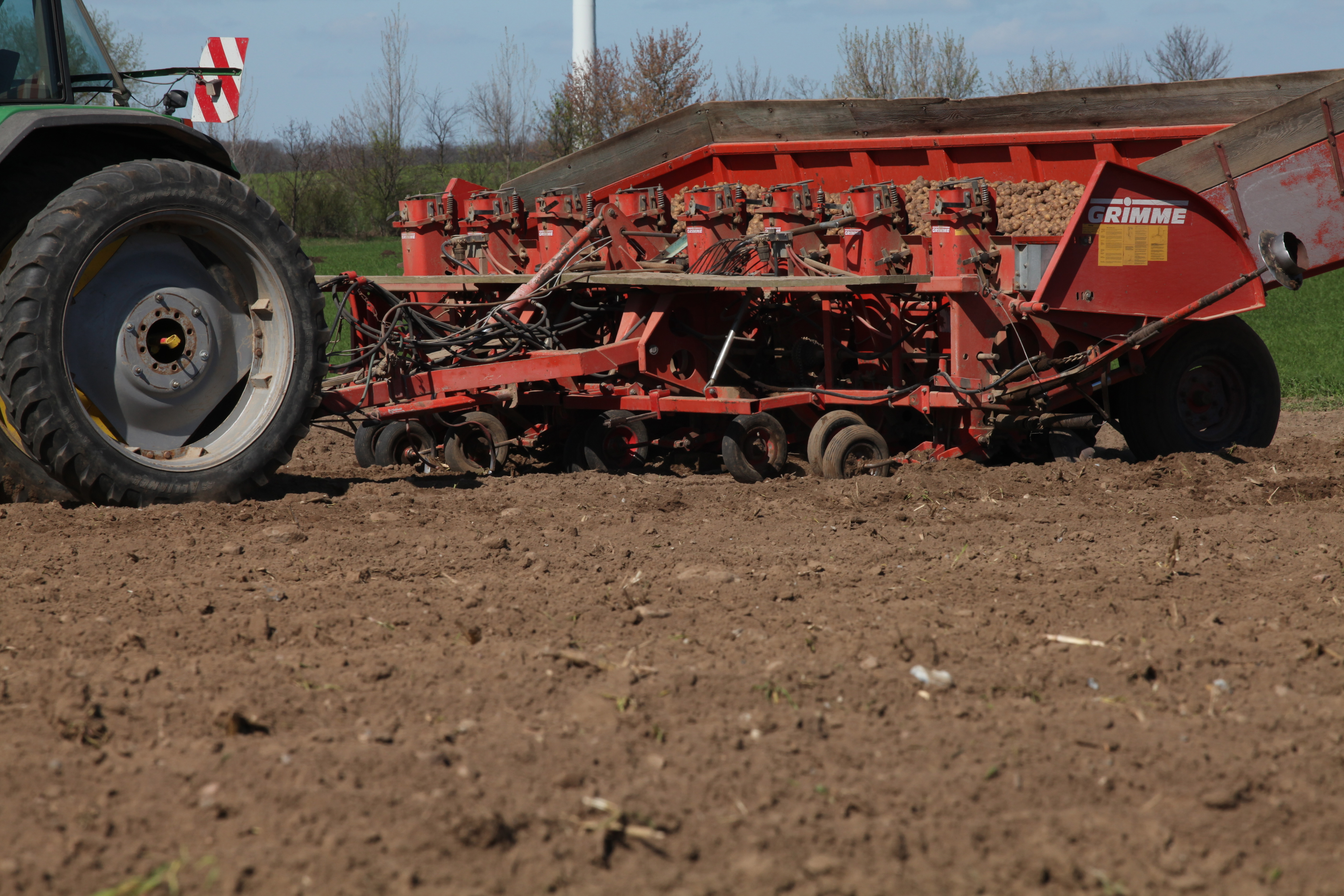
Aardappelpootmachine aan het werk op het land

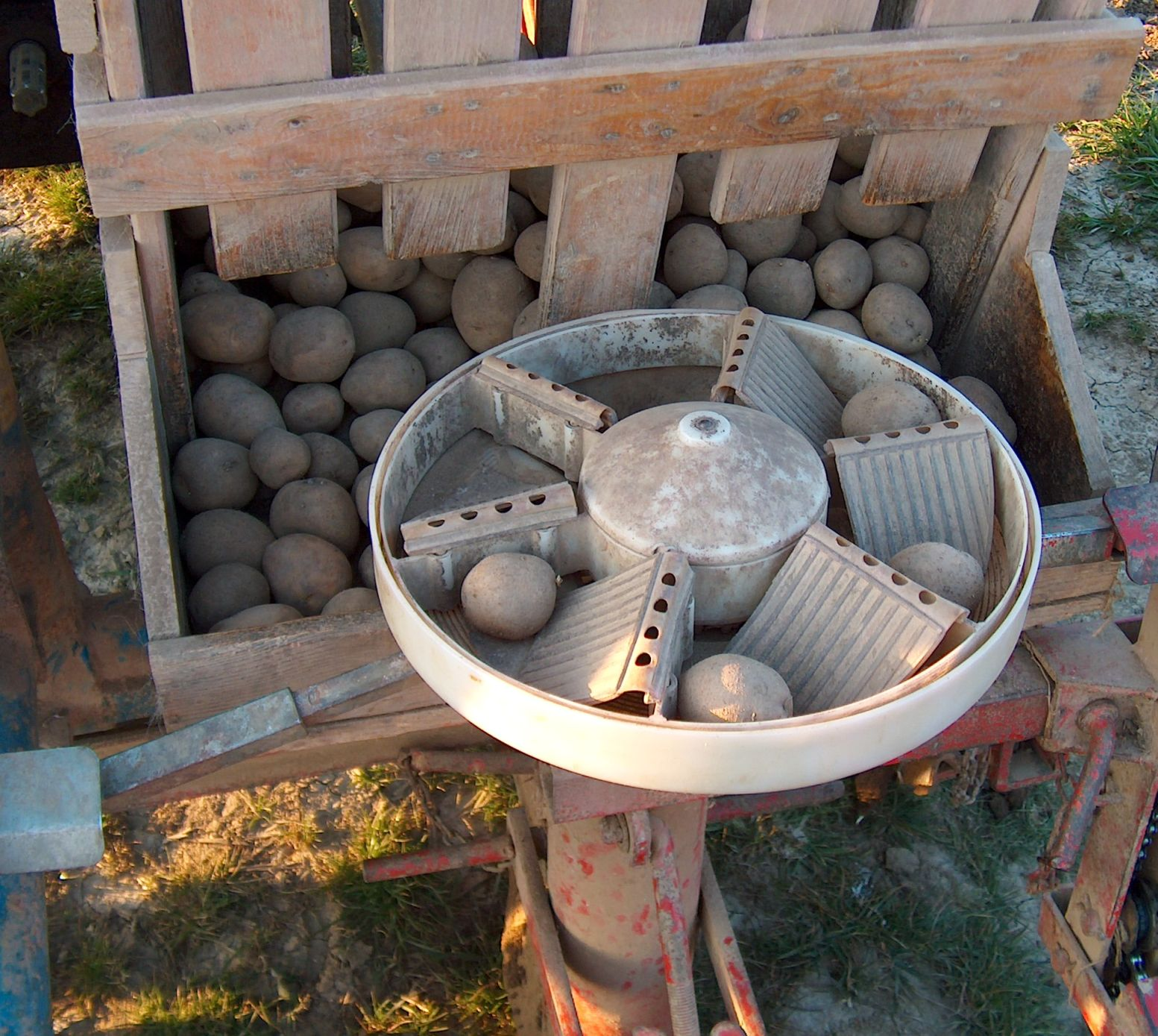
Aardappelpootmachine - vulbord

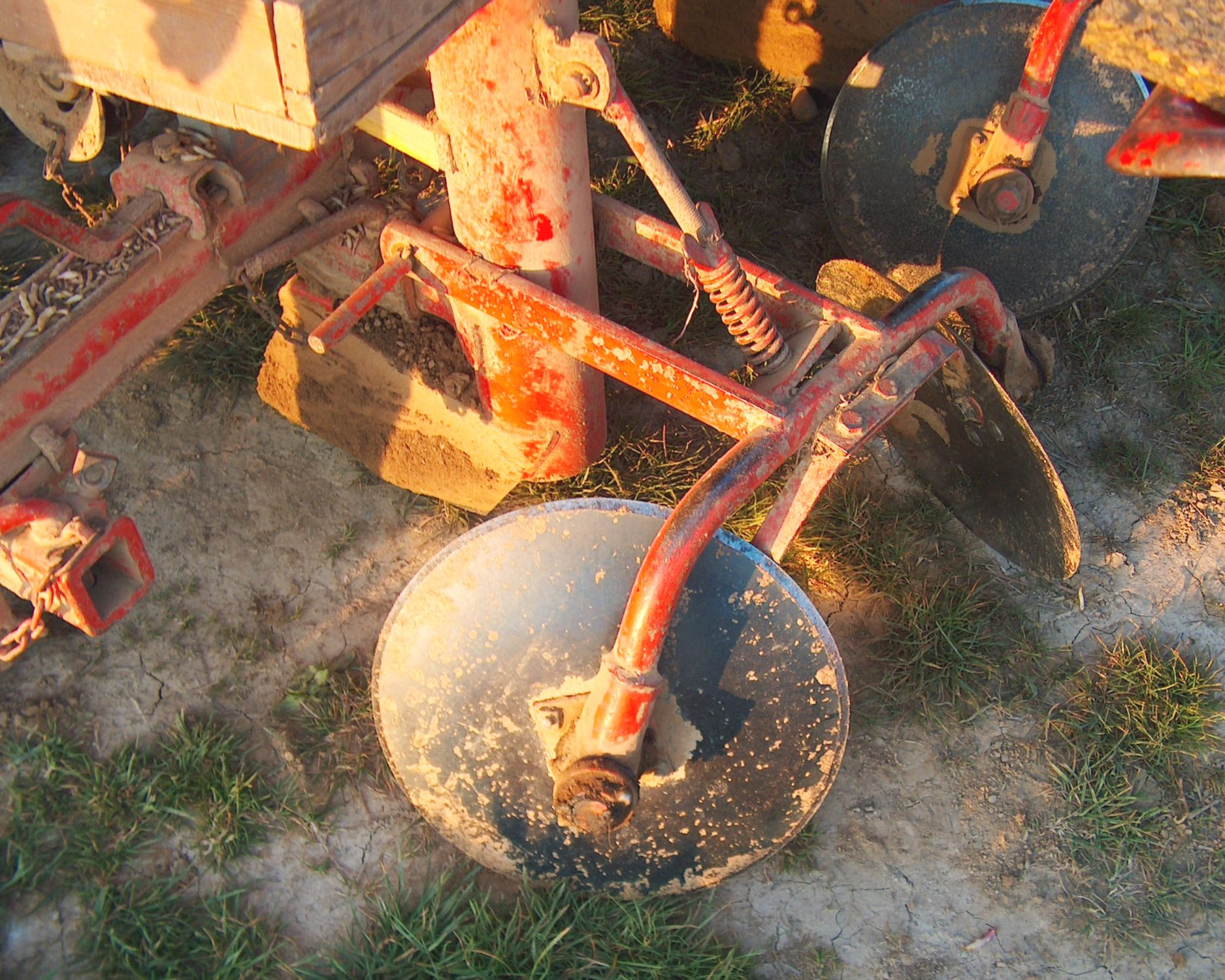
Pootgedeelte met aanaarders

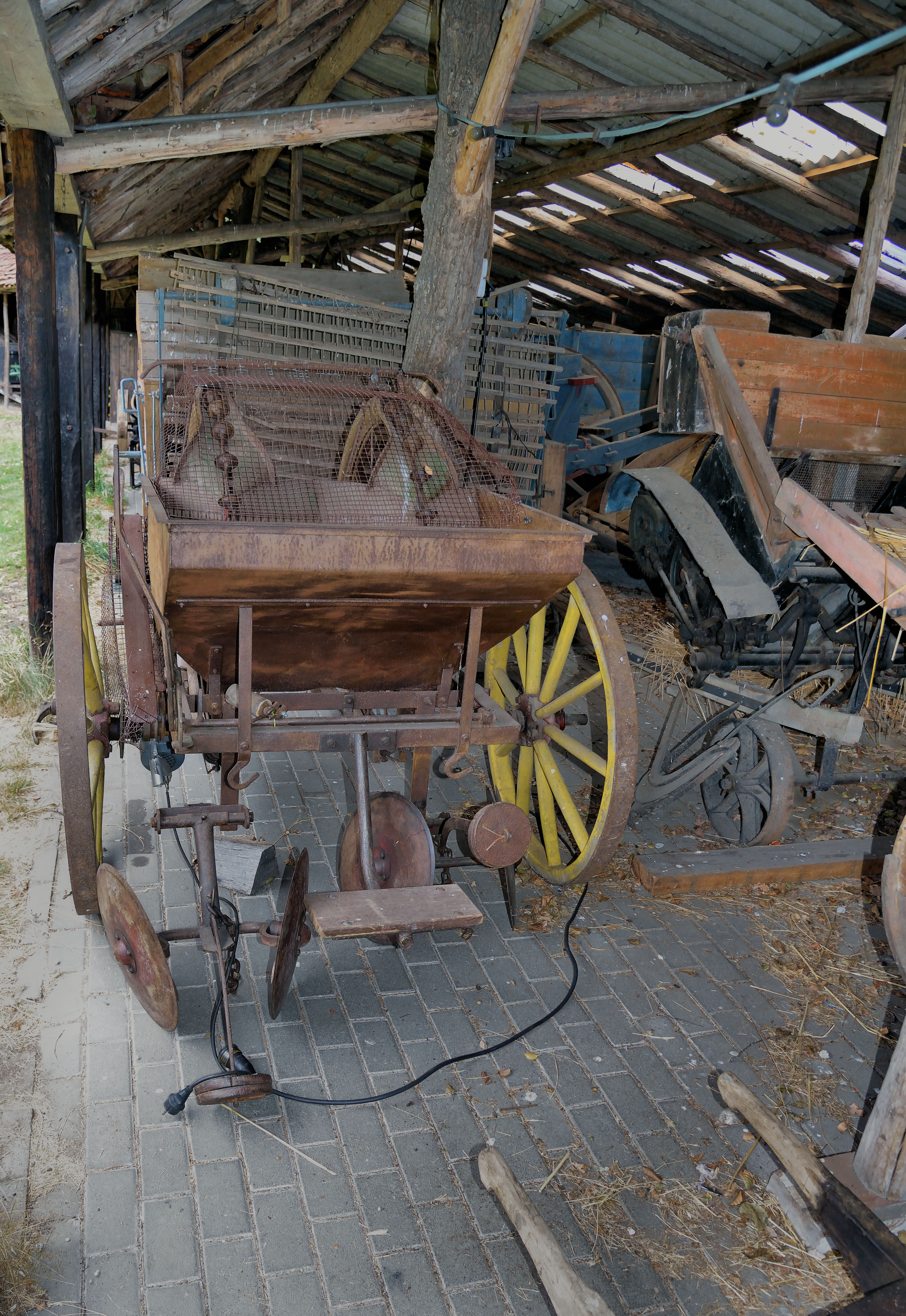
Aardappelpootmachine in het openluchtmuseum Erve Kots

Een aardappelpootmachine wordt gebruikt om pootaardappelen te poten. Een machine plant twee, vier, zes, acht of twaalf rijen aardappelen tegelijk. De pootaardappelen worden in een grote bunker of in vier aparte kleinere bakken gestort. Vanuit de voorraadbunker worden de aardappels naar de plantelementen gebracht. Er bestaan verschillende typen aardappelpootmachines.

## Cupplanter
De machine bestaat uit een frame, plantelementen, een voorraadbunker voor aardappels, een vorentrekker balk en een mechanisme voor het aandrijven van de plantelementen. Hij kan verder voorzien worden van diverse opties. Het frame heeft aankoppelingspunten om de machine achter een trekker te koppelen. Dat kan in de driepuntsophanging of aan het trekpunt van de trekker. Daarnaast heeft het frame wielen. De plantelementen zijn voorzien van een transportband met bekers om aardappels een voor een op te nemen en dicht bij de grond uit te werpen. Hierna worden de aardappels toegedekt door aanaardschijven. De aandrijving van de plantelementen vindt plaats door of een mechanische aandrijving door de loopwielen, of door een hydraulisch systeem. 

## Snarenbedplanter
De machine bestaat uit een module, waarin de dosering van de aardappelen plaatsvindt, met daarboven de aardappelen die gepoot moeten worden. De te poten aardappelen kunnen op verschillende manieren op de machine meegenomen worden zoals in een platbodembunker of in grote kisten op een kistenkantelaar. Afhankelijk van de methode worden de aardappelen voorzichtig op de toevoerband geleegd. Deze draait naar achteren, waar de aardappelen van geringe hoogte op het snarenbed vallen. Het snarenbed bestaat uit zes pootsnaren, die naar voren draaien en aan weerskanten van de pootsnaren negen retoursnaren, die naar achteren draaien.
Wanneer er voldoende aardappelen op de retoursnaren liggen wordt de achterklep naar achteren gedrukt, deze activeert een microschakelaar. Die schakelt via een relais de spanning van de elektromagnetische koppeling uit, en drijft zo de toevoerband aan, die bij een voldoende voorraad aardappelen op het snarenbed weer stopt. Wanneer de voorraad zo klein is geworden, dat de achterklep weer naar voren scharniert, wordt de toevoerband weer ingeschakeld.
Via de pootsnaren en een schuimrubberrol verlaten de aardappelen de machine in verticale richting. Ze vallen op de grond in een speciaal door de geulentrekker gevormd geultje, waarvan de diepte via diepteloopwielen bepaald wordt. Ten slotte worden de aardappelen door de aanaardschijven toegedekt.

## Pickplanter
De machine heeft een groot rad met hierop spijkers. De aardappel wordt in de voorraadbunker aan de spijker geprikt, en vlak boven de grond eraf geschoven.

## Vacuümplanter
Deze machine werkt met een groot rad met hierop zuignappen. De aardappel wordt in de voorraadbunker door de zuignap vastgezogen en vlak boven de grond losgelaten. Tegelijkertijd of naderhand wordt in een of twee keren de rug, waar de aardappels in groeien, opgebouwd met een aanaardkap of rijenfrees.